# Комбаров, Егор Игнатьевич
Егор Игнатьевич Комбаров — Герой Советского Союза (посмертно), сержант.

## Биография
Комбаров Егор Игнатьевич родился в селе Бахарево (ныне — Сампурского района Тамбовской области). Учился в местной школе, работал вместе со своим отцом в колхозе, а затем работал милиционером на станции Сатинка. Позже переехал жить в город Котовск, (проживал по адресу: улица Пятилетки, барак 3, квартира 3), работал на заводе № 204.
В Красной армии — c 1933—1935 годах и с 1942 года. В боях Великой Отечественной войны с октября 1942 года. Член КПСС с 1943 года. Участвовал в боях на Калининском, Брянском, Центральном и 1-м Украинском фронтах, в том числе в ожесточённых боях севернее города Воронеж в районе населённых пунктов Рамонь, Землянск в составе 25-й гвардейской механизированной бригады.

## Подвиг
В сентябре 1943 года перед советскими войсками легла задача очистить побережье Днепра от немецких оккупантов у с. Дамантово. Для выполнения поставленной задачи, небольшой группе войск требовалось форсировать реку, закрепиться на левом берегу Днепра и подготовить плацдарм для наступления основных сил. Сложность данной операции заключалась в непрекращающихся бомбардировках и артиллерийских обстрелах со стороны вражеского берега. Также мешали форсированию реки две немецкие долговременные пулемётные точки. Одним из первых отправилась на форсирование Днепра группа, в составе которой находился сержант Комбаров Е. И. Лодка, в которой пересекал реку Егор Игнатьевич, была уже на середине реки, когда прямым попаданием вражеского снаряда она была перевернута и потоплена. Командир, возглавлявший группу смельчаков, погиб. Комбаров, руководствуясь уставом, принял командование группой на себя и приказал оставшимся в живых бойцам продолжать выполнение боевого задания. Благодаря решительности сержанта Комбарова группа достигла левого берега Днепра и уничтожила две огневые точки противника. Это способствовало быстрой переправе советских войск через Днепр. Сам Егор Игнатьевич Комбаров 4 октября 1943 года при продвижении вглубь обороны противника погиб от вражеской пули. 17 октября 1943 года указом Президиума Верховного Совета СССР Егору Игнатьевичу Комбарову было присвоено звание Героя Советского Союза (посмертно).

## Память
- В городе Котовске на аллее героев установлен мемориал, посвящённый Герою Советского Союза Егору Игнатьевичу Комбарову. К 65 — летию Победы в Великой Отечественной войне, на центральной площади города, на стенде, посвящённому Героям Советского Союза, появилась фотография Егора Игнатьевича[5].
- В память о подвиге Комбарова Е. И. в городе Котовске его именем названа одна из средних школ[5][6].
- Комбаров Е. И. похоронен в с. Горностайполь Чернобыльского района Киевской области[7].
- Комбаров Е. И. навечно зачислен в списки 131 гвардейской Лозовской Краснознаменной мотострелковой дивизии[7].